# Kechnec
Kechnec este o comună slovacă, aflată în districtul Košice-okolie din regiunea Košice. Localitatea se află la altitudinea de 171 m deasupra n.m., se întinde pe o suprafață de 10,21 km2 și în 2017 număra 1.174 de locuitori.
Localitatea este înfrățită cu Isaszeg.

## Istoric
Localitatea Kechnec este atestată documentar din 1220.

## Demografie
| An:                | 1994 | 2004    | 2014    | 2024   |
| ------------------ | ---- | ------- | ------- | ------ |
| Număr de persoane: | 841  | 961     | 1172    | 1142   |
| Diferență:         |      | +14,26% | +21,95% | −2,55% |

| An:                | 2023 | 2024   |
| ------------------ | ---- | ------ |
| Număr de persoane: | 1140 | 1142   |
| Diferență:         |      | +0,17% |